# Raión de Izium
Raión de Izium (en ucraniano: Ізюмський район) es un raión o distrito de Ucrania en el óblast de Járkov. La capital es la ciudad de Izium.
Comprende una superficie de 5906,2 km².

## Demografía
Según estimación 2010 contaba con una población total de 19211 habitantes.

## Otros datos
El código KOATUU fue 6322800000. El código postal 64319 y el prefijo telefónico +380 5743.